# شارلوت كوبر (تنس)
شارلوت كوبر (بالإنجليزية: Charlotte Cooper)‏ مواليد 22 سبتمبر 1870 في إنجلترا - الوفاة 10 أكتوبر 1966 في اسكتلندا، كانت لاعبة كرة مضرب إنجليزية. كما أنها إحدى بطلات الجراند سلام. سبق أن شاركت في دورة الألعاب الأولمبية الصيفية.

## بطولات حققتها
- بطولة ويمبلدون

## النهائيات

### الزوجي: 1 (الألقاب 0, الوصافة 1)
| النتيجة | السنة | البطولة  | الشريك        | المنافس في النهائي        | النتيجة في النهائي |
| الوصافة | 1913  | ويمبلدون | دوروثي دوغلاس | وينيفرد ماكنير دورا بوثبي | 4–6, 2–4 ret.      |

## الميداليات
| الميدالية | المسابقة                       |
| --------- | ------------------------------ |
| ذهبية     | الألعاب الأولمبية الصيفية 1900 |
| ذهبية     | الألعاب الأولمبية الصيفية 1900 |

## روابط خارجية
- شارلوت كوبر على موقع الاتحاد الدولي لكرة المضرب (الإنجليزية)
- شارلوت كوبر على موقع قاعة مشاهير كرة المضرب الدولية (الإنجليزية)
- شارلوت كوبر على موقع بطولة ويمبلدون (الإنجليزية)
- شارلوت كوبر على موقع اللجنة الأولمبية الدولية (الإنجليزية)
- شارلوت كوبر على موقع أوليمبيديا (الإنجليزية)
- شارلوت كوبر على موقع اللجنة الأولمبية البريطانية (الإنجليزية)